# Боссо, Артур Юрьевич
Артур Юрьевич Боссо (род. 17 мая 1978 года, Ленино) — украинский певец, телеведущий, автор песен и эксперт телепроекта «Поют все».

## Биография
Родился 17 мая 1978 года в пгт Ленино (Ленинский район), (Крым). В шесть лет переехал с родителями во Львов на родину отца, где окончил среднеобразовательную школу и получил свое первое профессиональное образование по специальности «помощник машиниста».
Мать — Кандя Ольга Васильевна, работала модельером-закройщиком.
Отец — Кандя Юрий Стефанович.
Сестра — Кандя Татьяна Юрьевна.
1999 — поступление в Харьковскую академию культуры на специальность — Дирижер народного хора. Харьков можно назвать городом старта его творческой карьеры.
2002 — поступление в Киевский университет культуры и искусств на специальность артист эстрадного искусства.
2005 — сотрудничество с Греческой рекординговой компанией, заключив с ними контракт, едет на два года в Грецию. После возвращения продолжает развивать свою артистическую карьеру, начав сотрудничать с композиторами: Русланом Квинтой, Сергеем Бакуменко, Романом Полонским, Алексеем Малаховым .
2006-2012 — Артур Боссо успешно сотрудничает с командой компании Туарон под руководством Антон Сова. За этот период сотрудничества организованы разные проекты с участием артиста, многочисленное участие в благотворительных концертах и фестивалях. Именно в этот период музыкальный лейбл Туарон издал в 2012 году сингл артиста «Амстердам» .
2011-2013 — начинает работать на телеканале Maxxi TV ведущим музыкальной программы Сейшн. В 2013 году участник телепроекта Голос страны, а также записывает дуэт с Дева Монро — «Дай Мне Быть С Тобой».
2015-2016 — начинает актерскую деятельность в «Театре без актеров», сыграв главную роль в пьесе «Любить или убить или порно…».
2015 — презентует первое концертное шоу «Для тебя одной» (Киев), гостями шоу были: Дима Коляденко, Злата Огневич, Евгений Хмара, Елена Гребенюк, Галина Безрук. Режиссером шоу стали Олег Боднарчук и Наталья Лисенкова.
2017 — становится актером сериала «Агенты справедливости» . В этом же году состоялось концертное шоу «Ти Ангел», гостями которого стали: Тоня Матвиенко, Дима Коляденко, Евгений Литвинкович . Режиссер шоу — Роман Набоков.
2018 — становится актером сериала «Реальная мистика» . Кроме участия в сериале Артур начинает концертный тур по городам Украины и посещает более 21 города .
2019 — презентация нового концертного шоу «Только ты» .
2020 — участвует в концертном шоу «Большой весенний концерт» от Русского радио (Украина) . Становится участником телепроекта «Музыкальная платформа» .
2021 — член жюри шоу «Поют все» на телеканале Украина . Приглашен гость музыкального фестиваля «Море Шансона» (Одесса) .

## Синглы
| Назва                                            | Автор музики | Автор тексту        | Рік  |
| ------------------------------------------------ | ------------ | ------------------- | ---- |
| «Прощай»                                         | Р.Квінта     | В.Куровский         | 2006 |
| «Так звичайно»                                   | В.Васалаті   | В.Васалаті          | 2007 |
| «Чому»                                           | Р.Полонський | Р.Полонський        | 2008 |
| «Пробач»                                         | В.Мельник    | В.Мельник           | 2008 |
| «Амстердам»                                      | А.Бард       | А.Жила              | 2011 |
| «Гола душа»                                      | С.Бакуменко  | С.Бакуменко         | 2012 |
| "Коли ти не зі мною "                            | А.Малахов    | А.Малахов           | 2012 |
| «Тільки ти»                                      | А.Боссо      | А.Боссо             | 2013 |
| Артур Боссо і Монро «Дай мені бути з тобою»      | А.Розанов    | С.Кузнєцов          | 2013 |
| «Найулюбленіша»                                  | А.Боссо      | А.Боссо             | 2014 |
| Галина Безрук & Артур Боссо «Небо Тебе…»         | Д. Баннов    | Т. Барковская       | 2015 |
| «Ти — ангел»                                     | А.Боссо      | А.Боссо             | 2016 |
| Тоня Матвієнко&Артур Боссо «А може ти, а може я» | А.Підлужний  | А.Підлужний         | 2017 |
| «Попелюшка»                                      | О.Рубанов    | О.Рубанов           | 2017 |
| «Восьме чудо»                                    | О.Рубанов    | О.Рубанов           | 2018 |
| «Місто»                                          | О.Рубанов    | О.Рубанов ; А.Боссо | 2018 |
| «Вона»                                           | А.Боссо      | А.Боссо             | 2018 |
| «Сніг»                                           | О.Рубанов    | О.Рубанов           | 2018 |
| «Зацілуй»                                        | О.Рубанов    | О.Рубанов           | 2018 |
| «Курортний роман»                                | А.Боссо      | А.Боссо             | 2019 |
| «Я без тебе»                                     | О.Рубанов    | О.Рубанов; А.Боссо  | 2019 |
| «Ти, тільки ти»                                  | І. Кириленко | Ф. Млинченко        | 2020 |
| «Знаю»                                           | А.Боссо      | А.Боссо             | 2020 |
| «Мені все до весни»                              | А.Боссо      | А.Боссо; В.Мацюк    | 2021 |
| «Як без тебе жити»                               | В. Будейчук  | Л.Архипенко         | 2022 |

## Музыкальные видео
| Год  | Название клипа        | Режиссер               | Оператор      | Автор сценария |
| ---- | --------------------- | ---------------------- | ------------- | -------------- |
| 2012 | «Гола душа»           | U.Litvin, М. Назаренко |               |                |
| 2014 | «Когда ты не со мной» | Р. Набоков, В. Мельник |               |                |
| 2021 | «Мені до весни»       | В. Шафранская          | В. Лазарук    | Р. Детейщик    |
| 2022 | «Як без тебе жити»    | Назар Гловьяк          | Назар Гловьяк |                |